# André Simiot
Pour les articles homonymes, voir Simiot (homonymie).
André Reine Simiot, né à Lyon le 10 août 1815 et mort à Paris 20e le 2 décembre 1883, est un compositeur et auteur dramatique français.

## Biographie
Né à Lyon en 1815, André Reine Simiot est le fils de Jacques François Simiot, célèbre et inventif facteur lyonnais de clarinettes et de bassons, et de Pierre Marie Favre, fille de Michel Favre (a1787-1816), luthier et facteur d’instruments. Il fait ses études au Conservatoire. 
Professeur et compositeur de musique à Lyon puis à Paris, membre de la Société des auteurs et compositeurs de musique de 1864 à sa mort, on lui doit des danses, des musiques de chansons, des chants religieux, des compositions classiques, de la musique de scène, des opérettes, opéras, etc.
André Simiot devient chef de chant au Grand-Théâtre Parisien en 1865 fondé par Alexandre Dumas, puis chef d'orchestre du théâtre Rossini de 1867 à 1876. Victime en septembre 1883 d'une chute dans son escalier boulevard de Charonne, il se casse un bras et une jambe et doit rester alité. Il meurt deux mois plus tard des suites de ses blessures.
Il est inhumé au cimetière Montmartre.

## Œuvres
Musique d'opéra et d'opérette
- 1851 : Espagne et France, opéra-comique en 1 acte, livret de Pitre-Chevalier, au château de Bessancourt (10 août)
- 1853 : Venise la belle, opéra-comique en un acte, livret de Jacques Lambert et Hippolyte Lefebvre, au théâtre des Célestins de Lyon (29 janvier)
- 1854 : Les Ressources de Jacqueline, opéra-comique en 1 acte, livret d'Henry Boisseaux, au théâtre du Luxembourg (juin)
- 1857 : Le Portrait de Séraphine, opéra-comique en 1 acte d'Alexandre Flan, aux Folies-Nouvelles (14 septembre)
- 1863 : La Gageure d'Ali-Boron, opéra-comique en 1 acte, livret de Jacques Lambert et Hippolyte Lefebvre, au théâtre des Délassements-Comiques (7 juin)
- 1865 : Les Deux Clarinettes, opéra-comique en un acte, livret d'Adolphe Favre et Adolphe Stel, au théâtre des Bouffes-Parisiens (5 janvier)
- 1872 : L'Africain, opéra en 4 actes et 5 tableaux, livret et musique d'André Simiot, au Théâtre-Tivoli (10 février) puis au théâtre des Nouveautés
- 1874 : Amour et Magie, opéra-comique en 1 acte, livret d'Albert Robert et Georges de Lormel[9], à la Salle des Familles (24 mai)
- 1876 : Les Mariés de Nanterre, opérette en 1 acte, livret de Henri Gourdon de Genouillac, au Cercle Pigalle (juillet)
- 1878 : Amour et Bézigue, opérette en un acte, livret de E. Paul Max et G. Dorante, au théâtre de la Scala (décembre)
- 1880 : L'Ecaillère et ses huîtres, opérette en un acte, livret de Lucien Gothi et Victor Courtès, au théâtre de la Gaîté (juillet)
- 1881 : C'est un Rubens, opérette, livret d'E. Paul Max et G. Dorante, au théâtre de la Scala (3 mars)

Musique de scène
- 1854 : Quatorze de dames, vaudeville en 1 acte de Gabriel et Charles Dupeuty, au théâtre des Variétés (février)
- 1868 : Un suicide en partie double, vaudeville en 1 acte d'Edmond Belval, à l'Ecole Lyrique (23 mai)

Musique pour piano
- 1840 : Les Souvenirs de Chartres, six valses pour le piano
- 1845 : Réponse à l'Invitation à la Valse de Ch. M. de Weber, fantaisie pour piano. Op. 5
- 1853 : Un voyage dans la lune, airs de ballet, pour piano
- 1860 : Corilla, piano, danse
- 1865 : Polichinelle, quadrille pour le piano
- 1865 : Bibi !, quadrille pour le piano
- 1879 : Ouverture du Corsaire d'Hector Berlioz, transcrite pour piano
- Grandes Variations pour le piano composées sur le motif de la romance Sophie , non daté

Musique de chansons
- 1858 : Les Bourguignons !, chanson, paroles d'Amédée Rolland
- 1861 : Attention à c' coup-là !, chanson, paroles d'Étienne Ducret
- 1861 : Le Marchand d'oiseaux !, chansonnette, paroles de Paul Mérigot
- 1862 : Le Cabaret !, chanson, paroles de Dominique Flachat
- 1863 : Oscar, ne me touchez pas !, chansonnette, paroles de Louis-Adolphe Turpin de Sansay
- 1865 : Les Caprices de Périnette, chansonnette, paroles de Francis Tourte
- 1865 : Les Petits Mendiants !, chansonnette, paroles de Francis Tourte
- 1869 : Avant et Après, chansonnette, paroles de Gaston Marot, interprétée par Anna Judic
- 1869 : Ça doit êtr' ben drôle !, chansonnette, paroles de Tolber
- 1869 : La Marchande de primeurs !, chansonnette, paroles de René de Saint-Prest
- 1869 : Le Petit Montagnard !, chansonnette, paroles d'Eugène Sanglier
- 1872 : La Marquise de Croustignette !, chansonnette, paroles de Francis Tourte

Musique pour fanfare et harmonie
- 1868 : Château-Thierry, marche, pour musique militaire
- 1868 : Gredisano, pas redoublé, pour harmonie
- 1879 : Les Muletiers, ouverture pour harmonie ou fanfare
- 1882 : Les Pléiades, ouverture pour fanfare
- 1883 : Rome, fanfare martiale

Musique religieuse
- 1850 : Hymne à la gloire du Très-haut et en l'honneur de Notre Saint-Père Pie IX
- 1868 : Sanctus
- 1870 : Le Pèlerin, andante religioso
- 1875 : Agnus Dei
- 1883 : Domine salvum

Varia
- 1839 : La Jeune Fille !, romance, paroles de Puffney
- 1839 : Oublions-la !, nocturne à deux voix
- 1840 : A vous le bonheur, mélodie, accompagnée de guitare, paroles d'Émile Barateau
- 1845 : Le Chasseur de chamois !, mélodie, paroles d'Eugène de Lépinois
- 1845 : Le Rendez-vous !, duo bachique pour ténor et basse
- 1846 : L'Ange d'espoir !, mélodie, paroles d'Ernest Aubin
- 1848 : La Chanson du brigand !, mélodie, paroles d'Émile Bouchet
- 1853 : Légendes d'autrefois !, paroles de Robert Victor
- 1856 : Les Funestes Amours !, paroles de Saint-Maxent
- 1857 : Douleur !, élégie, paroles d'Émile Bouchet
- 1859 : L'Italie !, chant de guerre, paroles de Joannès Collet
- 1862 : L'Arabe du désert !, romance, paroles de Henriette Chardonneau
- 1862 : Le Mouton de Rose !, histoire sentimentale, paroles de P.-F. Mathieu
- 1863 : Je suis si timide !, scène comique, paroles de Henri Avocat
- 1863 : Je suis très ennouyé !, lamentations anglaises, paroles d'Henri Avocat
- 1864 : L'Avenir !, méditation de Paul Mérigot
- 1866 : Il ne faut pas toujours dormir !, paroles de Paul Mérigot
- 1866 : Juana !, ballade, paroles de Lucien Mounot
- 1866 : Rien que mon village !, villanelle, paroles de Henriette Chardonneau
- 1868 : La Lisette !, paroles de F. Strauss
- 1869 : Le Rosaire, andante
- 1870 : Le Misérable !, paroles de Edgard Sevray
- 1873 : Périclès, pas redoublé
- 1873 : Le Feu du ciel, orientale symphonique de Victor Hugo, partition réduite pour le piano et chant, avec Émile Guimet
- 1877 : La Sérénade du clair de lune !, parodie musicale, paroles de Arthur Lamy
- L'Amazone, pas redoublé (pour musique militaire), non daté
- Brises de mai. Je vais prier pour vous !, paroles de Franz de Lienhart, non daté
- Délaissée !, paroles d'Achille Roussel, non daté
- L'Isolement !, mélodie pour basse taille, paroles d'Émile Villiers, non daté
- Le Rêve du prisonnier !, romance de Puffney, non daté
- Le Soir !, romance, non daté
- Sophie !, paroles de Eutrope Robert, non daté
- Vous m'oublîrez !, romance de Puffney, non daté

## Distinctions
- Officier d'académie